# Berliner Platz (Hannover)

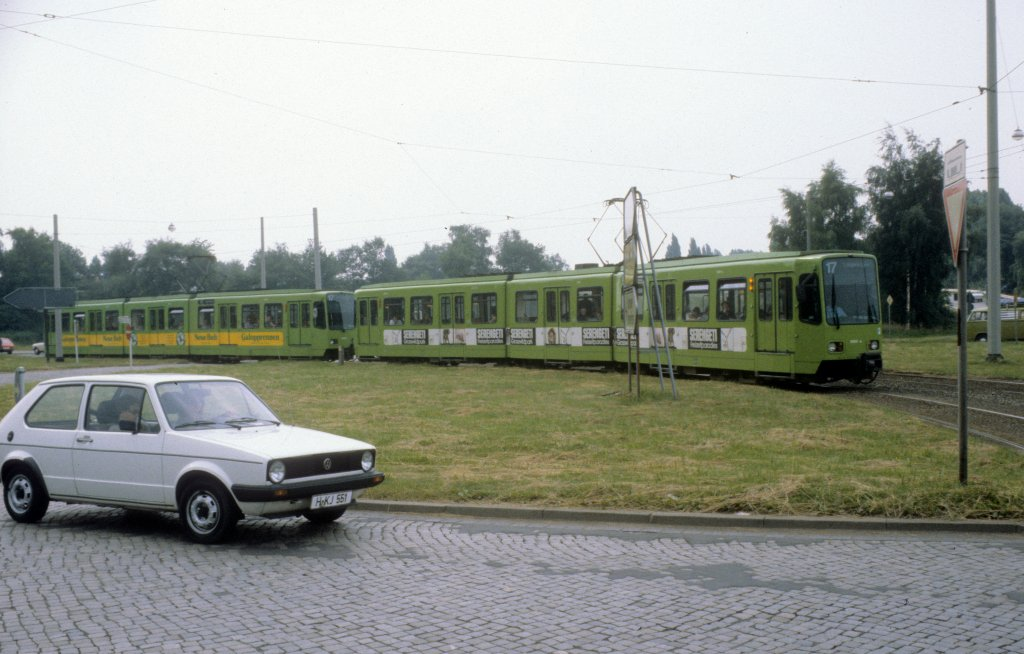
Triebwagen TW 6000 der Stadtbahn Hannover auf dem von Kopfsteinpflaster umringten, noch begrünten Verkehrskreisel des Berliner Platzes;
Aufnahme Ende Juni 1981

Der Berliner Platz (Ausspracheⓘ) in Hannover ist eine platzartige Erweiterung der ehemaligen Landstraße Vahrenwalder Straße im hannoverschen Stadtteil Vahrenheide. Bis zur Gebietsreform 1974 gehörte er zur Stadt Langenhagen. Von 1937 bis 1991 endete hier die Straßenbahn Hannover. Seit 1954 lag die Endschleife nördlich des Platzes auf auch heute noch Langenhagener Gebiet. Am Berliner Platz überquert die Bundesautobahn 2 die von Hannover auch zum Flughafen Hannover führende Straße. In unmittelbarer Nähe liegt die Anschlussstelle Hannover-Langenhagen.

## Geschichte
Die hannoversche Straßenbahn legte die Strecke durch Langenhagen 1937 still und machte den Platz zum Endpunkt der Strecke, der erst im Jahr des Mauerbaus 1961 amtlich seinen heutigen Namen Berliner Platz erhielt.
Ab 1991 wurde die nun als Stadtbahn ausgebaute Straßenbahn wieder weiter über die Walsroder Straße nach Langenhagen hineingeführt. Heute verkehrt hier die Linie 1.
| Linie | Verlauf | Takt |
| ----- | --- | --- |
| 1     | Langenhagen – Berliner Platz – Büttnerstraße – Niedersachsenring – Hauptbahnhof – Kröpcke – Aegidientorplatz – Altenbekener Damm – Peiner Straße – Bothmerstraße – Laatzen/Eichstraße (Bahnhof) – Laatzen/Zentrum – Laatzen – Rethen/Pattenser Straße – Gleidingen – Heisede – Sarstedt | 10 min (Langenh.–Laatzen werktags) 15 min (Langenh.–Laatzen sonn-/feiertags) 20 min (Laatzen–Sarstedt werktags) 30 min (Laatzen–Sarstedt sonn-/feiertags) |